# Hercostomus eronis
Hercostomus eronis är en tvåvingeart som beskrevs av Charles Howard Curran 1926. Hercostomus eronis ingår i släktet Hercostomus och familjen styltflugor. Inga underarter finns listade i Catalogue of Life.